# Типы учебных занятий
Типы учебных занятий — это группы единиц учебных процессов, выделенные по определённым критериям.

## Содержание понятия «учебное занятие»
Учебное занятие — это целостный фрагмент учебного процесса, представляющий систему взаимосвязанных элементов: образовательных ситуаций, форм организации взаимодействия участников, образовательной задачи (цели), содержания образования, методов и средств обучения. Оно ограничено рамками времени и осуществляется в рамках определённого первичного объединения (коллектива) обучающихся и педагогов: школьного класса, студенческой группы и т. п.
Понятие «учебное занятие» и понятие «форма организации обучения» относятся к разным группам понятий.
Понятие формы организации обучения односторонне отражает объект — процесс обучения, а понятие учебного занятия охватывает этот объект во многих его опосредствованиях и отношениях, то есть является логически конкретным образом целостной единицы учебного процесса.
Однако учебное занятие может рассматриваться не только как единица процесса обучения, но и как конкретная форма его организации, если отвлекаться от логически конкретного образа целостной единицы учебного процесса.

## Типологии учебных занятий
В дидактике существуют различные подходы к типологии учебных занятий.

### Типология историко-педагогического происхождения
Традиционная типология учебных занятий имеет историко-педагогическое обоснование (учебные занятия назывались по мере возникновения их конкретных вариантов).
В традиционной типологии учебных занятий обычно выделяются:
- урок,
- лекция,
- семинар,
- мастер-класс
- экскурсия,
- лабораторная работа,
- контрольная работа (экзамен, коллоквиум, зачёт…),
- конференция,
- другие виды учебных занятий.

Какой-либо системы общих оснований, по которой выделяются все эти виды учебных занятий, не существует. В основу выделения того или иного вида положены частные (отдельные) признаки: либо дидактические цели, либо состав обучающихся, либо место проведения, либо продолжительность, либо содержание деятельности преподавателя и учащихся, либо учебные средства.
Отсутствие единства в исходных основаниях приводит к многообразию номенклатур учебных занятий у разных авторов, поэтому такая типология имеет ограничения при объяснении имеющихся и проектировании новых явлений, связанных с обучением.

### Эмпирическая типология учебных занятий
Учебные занятия разделяются на три группы на основе различий в коммуникативном взаимодействии учителя и учащихся:
- индивидуальные занятия педагога с учеником, включая самообучение;
- коллективно-групповые занятия по типу классно-урочных (уроки, лекции, семинары, конференции, олимпиады, экскурсии, деловые игры);
- индивидуально-коллективные занятия (погружения, творческие недели, научные недели, проекты)".[5]

Эта типология носит эмпирический характер.

Во-первых, слово «коллективные» употребляется в традиции, идущей от латинского «collektivus», что означает «собирательный». Его значение не вытекает из понятия коллектив как высшего уровня развития социальной группы, в основе которой совместная деятельность и сложные формы кооперации, включение каждого в управление.

Во-вторых, во вторую группу попали разновидности занятий, основанных на общем фронте, в третью — все те, в которых он разрушается в той или иной мере. Однако практически невозможно по этому признаку различить конкретные виды занятий, отнесённые в разные группы, например, погружения и уроки.

### Теоретическая типология учебных занятий
В теоретической типологии используются понятия, ухватывающие сущностные характеристики учебных занятий.
Так, по такому существенному признаку, как структура занятия, они делятся на линейные и нелинейные.
- Если в любой момент времени на занятии практически все ученики охвачены повторением или контролем, или изучением нового материала и т. д., то оно имеет простую, или линейную структуру.
- Если же в одно и то же время разные группы учеников занимаются разным (например, одни пишут контрольную работу, а другие обсуждают способ конструирования модели), то занятие имеет параллельную, или сложную, или нелинейную структуру.[8]

На основе системы теоретических понятий всё многообразие учебных занятий разделяется на три группы:.
- индивидуальные учебные занятия,
- групповые учебные занятия,
- коллективные учебные занятия.

#### Сущностные признаки учебных занятий
- Общий фронт — ситуация, когда все ученики класса делают одно и то же в данный промежуток времени, одним и тем же способом и одними и теми же средствами.
- Учебный маршрут — определённая последовательность освоения разделов и тем учебной программы.
- Вре́менные кооперации обучающихся — непостоянные по составу группы или отдельные пары для выполнения какой-либо конкретной учебной задачи. Когда задание выполнено всеми членами временной кооперации, она прекращает своё существование, и образуются новые объединения.

#### Индивидуальные учебные занятия
Признаками индивидуальных учебных занятий являются отсутствие общего фронта, минимальный уровень коллективности (основой является работа учителя с каждым учеником по очереди и индивидуальная деятельность учащихся). Индивидуальные занятия положены в основу, например, педагогической системы М. Монтессори, Дальтон-плана.
Разновидности индивидуальных учебных занятий определяются наличием одного учебного маршрута для всех учащихся или нескольких. В Дальтон-плане один маршрут для всех учащихся учебной группы, а в системе М. Монтессори — разные маршруты. Иногда в литературе бригадно-лабораторный метод, использовавшийся в 20-е годы XX века в советской школе, неправомерно считают модификацией Дальтон-плана. Однако в основе Дальтон-плана лежат индивидуальные учебные занятия, а в бригадно-лабораторном «методе» — групповые.

#### Групповые учебные занятия
Основным признаком групповых учебных занятий является общий фронт. Второй отличительный признак — одинаковый для всех учащихся учебный маршрут освоения учебной программы. Это следствие организации занятий общим фронтом. Разновидностью групповых учебных занятий является урок.
Понятие «групповые учебные занятия» обозначает не работу учащихся в малых группах, а охватывает деятельность учителя со всем классом (то есть групповым субъектом) как одним учеником, неважно при этом, делится ли класс на подгруппы или нет. Учителю приходится иметь дело именно с группой как совокупным учеником. Главенствует отношение «учитель — группа».

#### Коллективные учебные занятия
Коллективные учебные занятия характеризуются следующими сущностными признаками:
- обучающиеся реализуют разные цели, изучают разные фрагменты курса, используя разные способы и средства, затрачивая разное время, то есть отсутствует общий фронт;
- разные ученики осваивают общее содержание курса по разным учебным маршрутам;
- создаются вре́менные кооперации обучающихся на местах пересечения их учебных маршрутов.

Термин «коллективные занятия» в этом случае является производным от понятия «коллектив» и его сущностных признаков как социально-психологического феномена, в основе которого лежит совместная деятельность и высшие формы кооперации.
Групповые учебные занятия имеют линейную последовательность дидактических задач в отношении всех обучающихся. А на коллективном учебном занятии такой линейной последовательности задач в отношении всего коллектива не прослеживается, здесь редки ситуации одновременного начала и окончания выполнения учениками какой-либо работы. Коллективное учебное занятие представляет собой систему многочисленных этапов, одновременно существующих по отношению к отдельным учащимся и их группам. Нет «отстающих» и «опережающих».
Между учащимися специально перераспределяются осваиваемое содержание и дидактические позиции (обучаемый, обучающий, проверяемый, проверяющий, тренирующий, организатор и т. п.). Здесь, как правило, одновременно действуют несколько коопераций, отличающихся темами, формами, методами работы, численностью учащихся. Например, в одно и то же время одни ученики работают в парах (постоянных или сменных), другие — в малых группах, а третьи — индивидуально. Когда задание выполнено всеми членами временной кооперации, она прекращает своё существование, образуются новые объединения. Иногда весь учебный коллектив может представлять собой одну временную кооперацию.

#### Организационная структура учебных занятий
Особенности разных типов учебных занятий во многом обусловливаются сочетанием и структурой базисных форм организации обучения. Для каждого типа учебных занятий характерно особое сочетание базисных форм организации обучения.
На индивидуальных учебных занятиях ведущей формой является парная («преподаватель-обучающийся»). Её сочетание с индивидуально-опосредованной формой позволяет обеспечить разные темпы, маршруты, способы освоения учебного материала.
В основе групповых занятий лежит сочетание групповой организационной формы обучения (взаимодействие «один говорит, делает — остальные слушают, наблюдают» в отношении всего коллектива одновременно и малых групп) и вспомогательных — индивидуально-опосредованной и парной («преподаватель-обучающийся», а иногда «обучающийся-обучающийся»). Благодаря использованию групповой формы организации обучения в качестве ведущей появляется общий фронт.

Расширение организационной структуры групповых учебных занятий работой коллективной (работой в парах сменного состава) не меняет сущности этих занятий, так как коллективная форма организации обучения объективно здесь может быть только вспомогательной, а её возможности очень ограниченными.
Коллективные занятия строятся на сочетании коллективной организационной формы (взаимодействия участников группы в парах сменного состава) со вспомогательными формами: индивидуальной, парной («преподаватель-обучающийся», «обучающийся-обучающийся») и групповой (в отношении малых групп, а иногда и всего коллектива). Это позволяет обеспечить разные учебные маршруты и вре́менные кооперации обучающихся.
Преподаватель должен на каждый урок представить учебный план. Он включает:
1. Организационный момент.
2. Актуализация опорных знаний.
3. Обобщение и систематизация изученного материала.
4. Заключительная часть.
5. Рефлексия содержания и деятельности на занятии.